# Ignacio Allende (norra Huimanguillo kommun)
Ignacio Allende är en ort i Mexiko.   Den ligger i kommunen Huimanguillo och delstaten Tabasco, i den sydöstra delen av landet, 600 km öster om huvudstaden Mexico City. Ignacio Allende ligger 17 meter över havet och antalet invånare är 130.
Terrängen runt Ignacio Allende är mycket platt. Runt Ignacio Allende är det ganska glesbefolkat, med 45 invånare per kvadratkilometer. Närmaste större samhälle är Paso de la Mina 1ra. Sección, 2,6 km sydväst om Ignacio Allende. Trakten runt Ignacio Allende består till största delen av jordbruksmark.